# Tijuipe River
Tijuipe River (portugisiska: Rio Tejuipe) är ett vattendrag i Brasilien.   Det ligger i kommunen Itacaré och delstaten Bahia, i den östra delen av landet, 1 000 km öster om huvudstaden Brasília.
I omgivningarna runt Tijuipe River växer i huvudsak städsegrön lövskog. Runt Tijuipe River är det ganska glesbefolkat, med 21 invånare per kvadratkilometer.